# Phellinus minutiporus
Phellinus minutiporus är en svampart som beskrevs av Bondartseva & S. Herrera 1980. Phellinus minutiporus ingår i släktet Phellinus och familjen Hymenochaetaceae.   Inga underarter finns listade i Catalogue of Life.